# Cuerpo Militar de Sanidad
El Cuerpo Militar de Sanidad de España está encuadrado en la Subsecretaría de Defensa, depende operativamente del jefe de Estado Mayor de la Defensa (JEMAD) con la misión de prestar apoyo operativo, preventivo y pericial a las Fuerzas Armadas. Es un servicio interejércitos que condiciona el despliegue, como diferencia esencial con los otros Cuerpos Comunes. El Cuerpo es, intrínsecamente, tan militar como sanitario.

## Antecedentes: Roma
El Cuerpo Militar de Sanidad es una expresión de lo que son el ejército y la medicina, los cuales, a su vez, son expresión de la cultura de cada época. Fue Roma quién nos trajo la civilización y con ella la organización del ejército y sus cuidados sanitarios, es decir la sanidad militar. Crearon legiones y cohortes que sus medicus legiones y medicus cohortes, dependiendo del ordinarius o jefe de sanidad (Anitius Ingenuus, primer médico militar español conocido, era ordinarius). Los heridos eran evacuados a la valetudinarium o enfermería en carros al que eran llevados sobre ferulum rusticum o angarillas por camilleros. Existían otras profesiones sanitarias como los secutores medici o practicantes y los medici veterinarii o jumetarii. La caída del imperio arrastró los valores de su civilización, incluida la sanidad.

## La Edad Media
En la Edad Media la sanidad era rudimentaria tanto en el bando cristiano como en el musulmán. La de la época de los godos es desconocida, es probable que ni existiera.
- La España cristiana. Las tropas eran las mesnadas movilizadas para cada acción por el señor, llevaban los cuadrilleros, hombres buenos, que curaban y repartían el botín. Los médicos y cirujanos estaban excluidos salvo que por nuestro mandato fueran llamados decía Juan I. Los apotecarios aparecen con Jaime I y Alfonso X, acompañaban a la tropa con vendas y ungüentos sustituyendo a la variopinta impedimenta de conjuradores, salmoneadores y chupadoras de heridas. Con Fernando III, empezaron a utilizarse tiendas para heridos, antes se les acogía en posadas o conventos. Las Órdenes Militares participaban en la atención de heridos. Debían llevar las cosas necesarias para atender en tierra de moros a los frailes y cristianos que enfermaran.

- La España árabe. Alcanzó el esplendor militar y sanitario con el Califato. Los médicos, como en el bando cristiano, estaban adscritos a la real persona, fenómeno que duró hasta la Revolución francesa. Algunos arquíatras están en la historia, Abulkasis, de Abderramán III, creó la cirugía vigente hasta el Renacimiento. Abenzoar, gran clínico, dejó la cirugía y las drogas para inferiores, como germen de las profesiones: médicos, cirujanos y boticarios. Un caso fue el de Sancho "el Gordo" (935-966) que, tras ser destronado por su extrema gordura, pidió ayuda al mismo Abderramán III para conseguir tratamiento del médico de su corte Hasday ibn Saprut (y así perder peso) y ayuda para la recuperación del trono de León, lo que finalmente consiguió, a cambio de unas plazas en las riberas del Duero, que no le cedió.

- La medicina militar naval. La expansión mediterránea, obligaba a planificar barcos, hombres y medicinas para la mar. Pedro III en las Ordenanzas de 1267 precisaba que los cirujanos eran necesarios en tiempo de guerra y deben dormir en nuestras tiendas o donde Nos estemos. Los quería entendidos y prácticos y que embarcaran con los instrumentos propios de su oficio y medicinas buenas y frescas. Arnaldo de Vilanova diseñó la sanidad de la Armada con Jaime II. Después emigró a Montpellier, porque las guerras no lo dejaban trabajar con reposo y eran despreciado por los de armas. Allí alcanzó la gloria.

## Los Reyes Católicos
La época de los Reyes Católicos fue bisagra entre la Edad Media y el Renacimiento. Desaparecieron las mesnadas y cobró importancia el ejército regular, ensayado por Gonzalo de Ayora y por el Gran Capitán en Italia, que incorporó la infantería, la caballería y creó los tercios y las compañías.
La repercusión sobre la sanidad tuvo con dos grandes innovaciones, la inclusión del facultativo en plantilla y el sistema de financiación sanitaria. Cada tercio tenía médico, cirujano y ayudantes, con experiencia, habilidad y celo y cada compañía un barbero. Para su financiación se descontaban de la paga, uno, tres, cinco o diez reales según se tratara de soldado, sargento, alférez o capitán. 
Nació el concepto de hospital militar. El de campaña se utilizó por primera vez, en la batalla de Toro en 1476, 100 años antes que en el resto de Europa, por eso, esa batalla significa mucho en la historia de nuestra sanidad. Durante la toma de Granada, 1492, ya se instaló un hospital fijo. Antes, los Reyes habían creado la figura del protomédico y del cirujano mayor que eran los jefes de sanidad militar y civil.

## Los Austrias
La modernización fue continuada por los Austrias. En las Ordenanzas de Carlos V, 1534 y, sobre todo, las Reglas para la cuenta y razón del Ejército de Felipe II en 1584, se hicieron plantillas y normas de actuación del médico, el cirujano, el boticario, el veterinario, el barbero y el sangrador. Hubo necesidad de hospitales de campaña capaces de desplegarse en cualquier ambiente del Imperio. 

### Los médicos
Los cargos de Protomédico y Cirujano Mayor, los ocuparon figuras de la medicina, Médicos de mi Persona y de mis Reales Exércitos como decía Carlos V, lo fueron, Vesalio, Daza Chacón, que estuvo en Lepanto y atendió a Cervantes, o El Divino Vallés, que, como protomédico, elegía a los médicos para la Armada Invencible. Los elegidos además de curar, si necesario fuera en tiempo de prisa también sirvan de artilleros en campo o cerca. 
La patología La más frecuente era por heridas e infecciones. Recaséns escribía a Felipe II:”la mayor parte los heridos son de picazos o pedradas que estarán prestos pronto aunque también hay muchos de arcabuzazos que morirán”. Las infecciones habituales eran tabardillo, sarna, garrotillo, paludismo, peste y sobre todo sífilis. La profilaxis luética la hacían con prostitutas de plantilla, 8 por compañía, que tenían su salubridad muy vigilada. El tratamiento era la licencia para ahorrar medicinas. 

### Los hospitales
Recibieron un gran impulso. Carlos V hizo el del Buen Suceso de Madrid de uso militar y civil, seguido de varios en la Península y en África, para recibir a los evacuados en carros, excepto en Flandes que se evacuaba por canales. Un cargo nuevo, el intendente mayor, era el responsable de poner a punto hospitales de campaña para atender de 20 a 200 bajas. 
Un hospital emblemático. El más importante fue de Malinas creado, bajo los auspicios de Alejandro Farnesio, por Francisco Umara en 1589, y atendido, como otros, por los Hermanos de San Juan de Dios. Su novedad fue convertirse en base de operaciones de tercer escalón para desplazar ayuda en boticas, medios y personal a cualquier parte. Por su reglamento de 1599 Constituciones del Hospital Real del Exército de los Países Baxos sabemos mucho del funcionamiento de nuestros hospitales. La máxima autoridad era el Administrador, existían ministros mayores: el administrador, el veedor, el escribano, el médico y el cirujano y ministros menores: el boticario, el despensero y el comprador. El administrador ganaba 100 escudos y el boticario 30. Eso da idea de la jerarquía.
La autoridad técnica sobre médicos y cirujanos era el protomédico. A la cabeza de la asistencia quirúrgica estaba el Cirujano Mayor, a sus órdenes uno o más ayudantes, el tercer escalón eran los platicantes y el cuarto los barberos. Se pasaba visita a primera hora con el veedor y el boticario 
La financiación se hacía por diferentes vías, por la Real hacienda, la real limosna, los ab intestatos, las donaciones, la venta de ropa y comida sobrante y lo castigado por el juego. El reglamento era muy estricto para evitar fraudes y robos, por eso eran necesarios los tres claveros en la Caja. 

### La farmacia
Los Reyes Católicos habían creado la figura del protofarmacéutico y bajo los Austrias siguió regularizándose su ejercicio profesional. Los farmacéuticos compraban y administraban medicinas bajo vigilancia del médico, que tenía que firmar todas las recetas, y del veedor. En el reglamento de Malinas se les exigía ser persona instruida que no abandonara su farmacia siempre limpia y ordenada. Su vinculación al Ejército duraba lo que la campaña. Llevaban carros cargados con enseres y medicinas para la campaña. La Farmacia Real, precursora del actual parque de recursos, estaba en la Corte. En América, las primeras estaban en Puerto Rico, 1512 y México 1520.

### La medicina naval
En cada empresa embarcaban el protomédico y el cirujano mayor. Solían ser celebridades que seguían al señor, López Madera fue Protomédico en Lepanto y Daza Chacón Cirujano Mayor, también estuvo Pérez Herrera a quién se debe la frase, Non armis obstant literae (Las armas no se oponen a las letras) que figura en el escudo de la Escuela Militar de Sanidad. En las embarcaciones, el orden jerárquico sanitario era: cirujano romancista, barbero-cirujano y barbero. Las enfermedades a bordo solían ser peste, tabardillo o escorbuto, cuya primera descripción la hizo el Padre Torquemada, al observar que se curaba con pita-baya, mucho antes de que el médico militar Lind, hiciera su observación sobre el limón.
Los enfermos ingresaban a bordo de barcos viejos. Para mejorar la atención se construyeron hospitales navales, en Cádiz en 1637 para atender Ultramar, en Cartagena para atender a los heridos en Lepanto y en Ferrol para los de la Armada Invencible. Modernizados, aún permanecen.

## Los Borbones: siglo XVIII
Con la llegada de los Borbones cambió la dinastía y la vida española, afectando sustancialmente al Ejército, a la Medicina y, por ende, a la Sanidad Militar. 

### Organización
La Real Ordenanza del 27-9-1704 convirtió los tercios en regimientos y, en lo que afecta a Sanidad, reorganizó la asistencia en hospitales y regimientos y se la considera el embrión del cuerpo de cirujanos militares. En cada hospital había un médico, un cirujano mayor, dos ayudantes de cirugía y doce practicantes. Los regimientos tenían dos cirujanos nombrados por el coronel pero refrendados por el Inspector para asegurarse que son de oficio y que tienen la utilidad que conviene.
El primer Reglamento sobre servicios sanitarios del Ejército fue promulgado por Felipe V en 1721, es la carta fundacional del Cuerpo de cirujanos militares. Se crearon las escalas, los derechos y los deberes y la figura del jefe de sanidad. Entre las mejoras que se consiguieron a lo largo del siglo figuran el derecho al uso del don y del uniforme, la consideración de oficiales, la jerarquización de las escalas, el montepío también para viudas y el derecho a ración de campaña y a condecoraciones. 
Los médicos y cirujanos adquirieron mayor profesionalización. Las continuas guerras en Europa y América obligaban a practicar la selección de personal, la prevención de enfermedades y el tratamiento de heridos y la irrupción masiva de colegas extranjeros le servía de revulsivo. No había oposiciones de ingreso, los cirujanos eran elegidos por coronel entre una terna propuesta por el cirujano mayor.

### Enseñanza
La formación profesional es uno de los logros trascendentales, surgió como respuesta a la fama, caricaturizada, de algunos galenos: 

hombres sin talento, educación ni cultura que en la Armada y el Ejército hacían más estragos que el plomo y el acero del enemigo.

La creación de los Reales Colegios de Cirugía es quizá el mayor hito de la medicina militar y de la medicina española. En ellos se enseñaban medicina y cirugía juntas, cien años antes que en las instituciones civiles. Fueron promovidos por Virgili, cirujano de Tierra, y Lacombe de la Armada y el Protocirujano Perchet, ante los reyes Fernando VI y Carlos III, inaugurándose el de Cádiz en 1742, siendo considerada esta la primera escuela formal de medicina en España y germen de la actual Facultad de Medicina de Cádiz. 

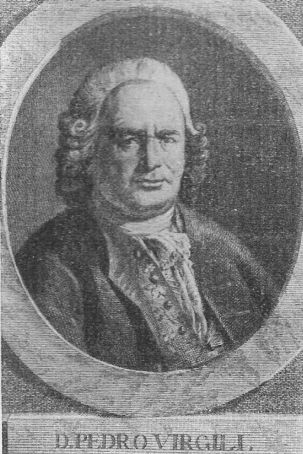
Pedro Virgili

En estos Reales Colegios los alumnos estaban internos, con disciplina militar, muchas horas de disección y libros de texto modernos. Además de anfiteatros anatómicos, dispusieron de microscopio y biblioteca. Desarrollaban las observaciones y juntas literarias a modo de sesiones clínicas. Se produjo el encuentro con el cuerpo humano en los estudios de medicina. Pedro Virgili, primer director del Colegio de Cádiz, grabó en él la frase: Natura ingenium disecta cadavera pandit; plus quan vitae more taciturna docet (la disección de cadáveres manifiesta la sabiduría de la naturaleza; más que la vida locuaz nos enseña la taciturna muerte). Salían mejor formados que los médicos, deformados en las Universidades, gozaban de la consideración de oficiales y eran destinados a la Armada o al Ejército.
Vista la experiencia, en 1760 se creó otro colegio en Barcelona para asistir a los reales ejércitos y a sus regimientos, aunque los alumnos no eran internos, ni tenían disciplina militar. De él salieron catalanes que proliferaron en España y en América. Entre ellos está el Cirujano de la Real Armada Antonio Gimbernat, catedrático en el Colegio de Barcelona. Después se crearon en Madrid, Santiago o Salamanca, gérmenes de las Facultades de Medicina, creadas en 1843. Estos centros de enseñanza aparte de influir en una mejor atención sanitaria elevaban su consideración social.

### Hospitales
La Instrucción que se ha de observar para él para el buen gobierno de los hospitales de 1708, mejoraba el funcionamiento y distribuía las competencias de administrativos y clínicos y, de estos, entre médicos y cirujanos. El contralor, médicos y cirujanos debían enviar partes de entradas y salidas al Comisario de Guerra y al Ministroque cuidare de la Hacienda de la Corte. El primer y monumental Reglamento y Ordenanzas que deben observar los ministros y empleados de los hospitales del Ejército, publicado en Aranjuez en 1739, contenía tres tratados, en paz, en guerra y administrativos. En él se creaba una densa red burocrática para evitar la corrupción pero ahogaba a los médicos y por eso protestaban de ella y del abuso de autoridad del contralor.
Los nombramientos de médico hospitalario los hacía el Rey con informes del protomédico, solían ser médicos de campaña que querían una vida más sedentaria. Había conflictos entre civiles y militares, entre cirujanos de hospital y de regimiento, entre protomédico e intendente, en fin nada nuevo. El médico y el cirujano debían dedicarse solo a curar con los medios que le facilitaban los administradores pero con libertad de recetar. Las recetas se escribían mañana y tarde a la hora de las comidas. Había un practicante de cirugía por cada 100 enfermos, que dependían del cirujano. El protomédico era el primero entre los de su clase y de quién todos recibían órdenes. El contralor era la figura central de esta red, llegaba a controlar al director, pero era controlado por el comisario de guerra y por encima estaba el Intendente General de cada Ejército. 
El Asentista, era otro personaje clave de los hospitales. Mediante un contrato, tenía que proporcionar cama con jergón, camisón, ropa, luz, lumbre, comida y medicación y pagar a un enfermero cada 25 camas, pero no pagaba aduanas y se quedaban con la grasa humana para medicinas. El asentista tenían mala prensa entre los administradores que lo acusaban, de quedarse con más de lo debido.

### Farmacia
Los medicamentos iban a cargo del asentista, que pagaba al boticario, al ayudante, al practicante y al tisanero. Al farmacéutico mayor le pagaba la Real Hacienda para darle independencia. Su practicante acompañaba a la vista médicas para tomar nota de las medicinas. Carlos III creó la figura del Boticario Mayor del Exército, máxima autoridad civil y militar. 
Desde un punto de vista asistencial, en la segunda mitad del siglo XVIII floreció una escuela en el tratamiento de las heridas por arma de fuego expuesto por F. Puig con la idea de el menor número de operaciones y el mayor número de soldados vueltos a filas que daba importancia al poder autocurativo. Había hospitalización a domicilio por comprobarse que en casa curaban más rápido que el hospital. La financiación se conseguía descontando de la paga, un real al soldado y dos tercios al oficial, y por donativos altruistas y la venta de enseres. Lo que faltaba lo ponía la Real Hacienda. 

### Sanidad de la Armada
Las Ordenanzas de Felipe V de 1728 crean el Cuerpo de cirujanos de la Armada, unos años antes se había creado la figura del Cirujano Mayor, que se consideran el nacimiento de la sanidad naval independiente de la del Ejército. No era peor la sanidad que el resto de la Armada prácticamente inexistente. Los cirujanos tenían ignorancia y por eso se echaba en falta su preparación. La instauración del Real Colegio de Cirugía de Cádiz los trasformó confiriéndole gran prestigio. Las vacantes se cubrían con sus alumnos y los mejores iban directamente a cirujanos de primera. La jerarquía era sangrador, barbero, practicante, segunda, primera, ayudante del mayor y mayor. Hacían medicina pericial en la recluta de la marinería y preventiva de enfermedades sobre el aseo. Los facultativos querían destinos en hospitales por llenar mejor la profesión y por estar con la familia. Había conflictos entre médicos y cirujanos pues estos iban a barcos y aquellos solo a hospitales. Los hospitales, parecidos a los de Tierra, tenían contralor con cierto prestigio y asentistas desprestigiados por fraudulentos. Las enfermerías de barcos eran tétricas por eso se desembarcaban pronto los heridos. 

### Sanidad en América
La sanidad militar y la civil estaban ligadas Las plazas de médicos y cirujanos de los regimientos no siempre se cubrían. Muchos médicos se quedaron allí por el irresistible atractivo americano. En México se inauguró el Real Colegio en 1770 lo que benefició la asistencia. Hubo hospitales, no muy buenos, en las ciudades, el más antiguo fue el de San Felipe en Cuba. El Ejército o la Armada pagaban a frailes de San Juan de Dios para que los atendieran.

## Siglo XIX
Se vertebraron los Cuerpos y Servicios de la Sanidad de Tierra y Armada, mediante hitos legislativos, desarrollo de la medicina operativa, esbozo de red sanitaria y actividad en ultramar.

### Hitos legislativos
En el Reglamento para el gobierno del Cuerpo de Cirugía Militar, de 1805, se autoriza a los alumnos de los Colegios de cirugía que pueden con el solo grado de doctor en Cirugía, ejercer también la medicina en sus destinos, derecho reservado a los médicos. Se recuerda que el Cirujano Mayor, tenía que dictar anualmente un curso de operaciones y otro de disecciones anatómicas.
En la integración de la Medicina y Cirugía participó Castelló y Ginesta, médico militar y de cámara de Fernando VII. Se plasmó en el Reglamento para el gobierno y régimen del Cuerpo de Médicos-Cirujanos del Ejército de 1827. El Cuerpo pasó a llamarse de Cirugía Médica Militar. Unos años más tarde se organizó el Cuerpo de Farmacéuticos militares en el Reglamento para el régimen y gobierno del Real Cuerpo de Farmacia Militar de 12 de febrero de 1831.

En 1836 se publicó el Decreto Orgánico del Cuerpo de Sanidad Militar, aparece por primera vez la denominación, integrado cirujanos, médicos y farmacéuticos Los estudios de medicina y cirugía se unificaron en 1846 mediante un reglamento inspirado por Manuel Codorniú. Este, figura máxima que antes había sido médico rural, en 1847 pasó a ser director general para el Cuerpo de Sanidad Militar. 
En 1853 se publicó, firmado por O’Donnell y refrendado por la Reina Isabel II, el Reglamento para el régimen y gobierno del Cuerpo de Sanidad Militar, que contiene el germen de la actual organización del Cuerpo. Su objeto era calificar la aptitud física de los individuos del Ejército, promover su robustez y desarrollo físico, curar las enfermedades y calificar las exenciones. Se instauraron las oposiciones de ingreso que atraían a los mejores y se creó la Cruz de la Emulación Científica en sustitución de la de San Hermenegildo. Se disponía la existencia de botiquines en los Cuerpos y la asistencia del Oficial médico a los ejercicios de fuego llevando material de cura y medicinas. 
Bajo Isabel II siguieron consolidándose derecho. Se dio nombre definitivo al Cuerpo, se hizo la equiparación con empleos militares y se obligaba a las autoridades del Ministerio de Guerra oír a los Jefes del Cuerpo de la Sanidad. Se consiguió el derecho al saludo militar, a acciones punitivas, a contar el doble el tiempo en campaña o al uso de caballo, etc. Por todo eso, Isabel II tiene, con justicia, su retrato en la sala de Sanidad del Museo del Ejército. En 1864 apareció el tercer Reglamento de Hospitales, ya que el de 1739 quedaba anacrónico, en él la Dirección ya pasó a los médicos en detrimento de los intendentes.

### Sanidad operativa
Aparte de la intensa actividad organizativa, destacaron la medicina de campaña, la preventiva y la pericial como lo demuestran respectivamente los siguientes ejemplos:
- Durante la guerra de la Independencia (1808-1814), se asistió al apogeo de la escuela quirúrgica española representada por el Cirujano Militar José Queraltó, que sorprendió a los cirujanos franceses los cuales comunicaron a la Academia de Medicina de París en 1815 que la mayor parte de las fracturas de hueso por balazo, curaban en manos de los cirujanos militares españoles evitando desbridamientos.

- Durante la primera guerra carlista (1833-1840) Codorniú publicó una instrucción higiénica que circuló por los Cuerpos y en cuyo preámbulo se decía: Por experiencia actual y de todos los tiempos se pierden muchos más soldados víctimas de enfermedades castrense que del hierro y del plomo enemigo. En ella se trata de la alimentación, alojamiento, vestuario, marchas y otros factores.

- De 1842 data el primer Reglamento para la declaración de exenciones físicas del servicio militar acompañado de un cuadro de los defectos físicos y enfermedades que utilizan para todo servicio.

### Red sanitaria
Empezó a formarse, en 1841, alrededor del antiguo Real Seminario de Nobles, que como Hospital Militar adquirió gran importancia ya que acogió o nacieron en él varias instituciones médico-militares. El Parque de Material sanitario empezó en 1859; desde él se servía a los hospitales militares de la Península, Canarias, Baleares, América y Filipinas. El Instituto de Higiene Militar se formó en 1885 de la fusión del Instituto Anatomopatológico de Sanidad Militar con el de Vacunación. La Academia de Asistencia sanitaria, nació también en el hospital y promovió con el Instituto de Higiene cursos de protección ABQ, llegándose a constituir una Compañía ABQ germen del actual Centro Militar NBQ. La Escuela Práctica de Medicina Militar, tras sucesivas vicisitudes, reapareció en 1939 como Academia de Sanidad Militar, precursora de la Escuela Militar de Sanidad.

### Sanidad de ultramar
Son muy representativos, dos aspectos de la guerra de Cuba, la sanidad propia y la independentista y dos figuras señeras, Cajal y Balmis.
En Cuba, nuestra sanidad tuvo una heroica y trágica muestra: El entorno sanitario se caracterizaba porque el general verano era el peor enemigo. La humedad y el calor facilitaban la aparición de enfermedades que causaban más bajas que las armas en combatientes mal alimentado y peor vestido. La fiebre amarilla producía la mayor mortalidad, allí Finlay y Reed descubrieron como podía erradicarse en una de las más brillantes páginas de la medicina. El paludismo no era la de mayor mortalidad, pero sí el que causaba más bajas y repatriaciones seguidas de la tuberculosis y la disentería. 
El número de soldados fue progresivamente aumentando y paralelamente aumentaban los efectivos sanitarios que llegaron a 400, gozaban de incentivos como el ascenso inmediato, el sueldo en pesos fuertes y derechos pasivos máximos cuando llevaban más de seis años. Las deserciones fueron excepcionales, algunos se pasaron al bando rebelde por amor o por negocio, eran los antillanos. La mayoría desarrollaron una labor ejemplar, hubo innumerables bajas, Cajal fue el caso más notorio, también hubo muertos en combate y casos de heroísmo anteponiendo el deber al riesgo de perder la vida.
La misión de selección se hacía sobre los futuros combatientes dirigida sobre simuladores debido a la picaresca existente y sobre las bajas de combatientes repatriables. La misión asistencial contaba con un dispositivo sanitario un centenar de establecimientos con unas 5.000 camas entre clínicas, enfermerías y hospitales. Dos Subinspectores Médicos eran responsables de toda la Sanidad Militar.
La Sanidad Naval tuvo una heroica actuación bajo el mando del Almirante Cervera en Santiago y prestó ayuda ejemplar en los viajes de repatriación tras el desastre.
La Sanidad militar independentista
Al principio estaba formada por sanitarios más luchadores que médicos y podían morir en combate lo mismo que los soldados, al grito de patria o muerte. La primera organización se hizo por la Asamblea de Guaymaro dentro de la ley de organización militar de 1869. A la cabeza estaba un médico general de brigada, con tres coroneles jefes. La organización era sobre el papel, realmente su función era marchar con la partida o atender a enfermos y heridos en campamentos de la manigua o de las pocas poblaciones ocupadas. Carecían de hospitales propios y hospitalizaban en poblaciones cercanas a la línea de fuego. El transporte de heridos, era estorbo para la guerra y los abandonaban en fincas. Los españoles los atendían como heridos propios a fuer de enemigo leal los españoles se abstenían de disparar contra el convoy de heridos. Hubo desertores en ambos campos.
Cajal en Cuba
Es el paradigma de los médicos militares en Cuba. Su experiencia la narra en su autobiografía Infancia y Juventud. Acabó la carrera en 1873 y se incorporó a la llamada quinta de Castelar (hasta el último hombre hasta la última peseta).Ese año hizo las oposiciones a Sanidad Militar con el número 6 entre 100 candidatos para 32 plazas. En 1874 se trasladó a Cuba como capitán. Al mes de aclimatación se les destinaba a regimientos (corrían peligros y cobraban), a hospitales de guardia (no corrían peligros y cobraban) o directores de enfermería de campaña en las maniguas y en las trochas (corrían peligros y no cobraban). A él le tocó la enfermería de Vista Hermosa en Puerto Príncipe, perdida en la manigua, era la más peligrosa con 200 camas ocupadas casi todas con palúdicos o disentéricos. Allí acabó con paludismo que llegó a la caquexia, le dieron un mes de licencia quedando agregado como médico de guardia en Puerto Príncipe donde resistió los cuatro vicios de los oficiales: tabaco, ginebra, juego y venus.Su salud empeoró y fue declarado inútil y trasladado a La Habana, para ser repatriado viendo el espectáculo de arrojar cadáveres de sus compañeros al mar.
Balmis y su expedición
Un timbre de gloria para la medicina castrense española, fue la Real Expedición Filantrópica de la Vacuna a las provincias españolas de América y Filipinas (1803-1806) promovida por el rey Carlos IV, con Caballero de Ministro, y dirigida por el Cirujano militar Francisco Javier Balmis, que con los también Cirujanos militares Joseph Salvani, Manuel Grajales y Antonio Gutiérrez llevaron la vacuna de Jener a bordo de la corbeta María Pita. Comenzando por la América Meridional dando la vuelta al mundo, alcanzando Filipinas, Macao y Cantón con el virus salutífero en su empresa humanitaria. Su segundo centenario ha tenido amplia repercusión nacional.

### Sanidad de la Armada
Durante el primer tercio del siglo XIX el prestigio de cirujano de la Armada se vino abajo y dio lugar a una protesta por las inconcebibles diferencias de los profesores de Medicina y Cirugía del Ejército y de la Armada lo que dio lugar a que interviniera la Regente en 1836. Su prestigio se recuperó en 1847, bajo Narváez, con un nuevo reglamento que estableció la Dirección del Cuerpo, denominado a partir de entonces Cuerpo de Sanidad de la Armada y abandonando el de Cuerpo de Cirujanos sin abandonar los barcos, se dedicaban ya más a los hospitales El Cuerpo de Cirujanos de la Armada efectivamente adquirió tal prestigio que sus miembros ya eran deseados en el Ejército y no al revés, porque a los cirujanos de Barcelona les faltaba la instrucción médica indispensable. En 1887 nace el Boletín de Medicina Naval fundado por José Erostarbe, durante muchos años fue su órgano de difusión aunque los médicos de la Armada colaboraban en los periódicos científicos, incluido el Memorial de Sanidad del Ejército y Armada. En 1878 siendo Jefe superior del Cuerpo Manuel Chesio se fijaron unas nuevas plantillas y el Inspector se equiparó a Contralmirante. Libros como Elementos de Higiene Naval de Fernández Caro en 1887 o Enfermedades de la gente del mar de González Gutiérrez en 1805 al venir de la expedición de Malaespina marcan hitos en la historia de la sanidad naval preventiva.

## Siglo XX
Se distingue una etapa anterior a la guerra civil, continuación del siglo XIX, otra posterior, con la sanidad dependiendo de cada uno de los tres Ministerio Militares, y la última, con una sanidad unificada.

### Primera etapa

#### La sanidad de Tierra: Hospital Gómez Ulla
Se considera emblemático el Hospital Militar de Madrid-Carabanchel, en el existió en la segunda década la Escuela de Cirugía de Carabanchel, entre cuyos directores estaban Mariano Gómez Ulla, Bastos Ansart, o Gómez Durán. Precisamente en honor de Gómez Ulla, fallecido en 1945, el Hospital pasó a ostentar su nombre en 1946.
En 1934 Bastos Ansart empezó a tratar las fracturas abiertas en heridos evacuados de la Revolución de Asturias, mediante la cura oclusiva de Orr; seguida de limpieza de Fiedreich e inmovilización, con éxito. Esta técnica, método español, tuvo como representantes máximos, entre otros, al propio Bastos, a Trueta, a D`Harcourt o a J. Vidal. Se usó durante la guerra civil y la mundial.
La formación de especialistas se tornó necesidad después de la guerra de Cuba sobre todo en Medicina preventiva y Cirugía. En 1906 se creó el Diploma de Higiene y Laboratorio y en 1916 el de Cirugía seguido de Radiología. Así abrieron sus puertas a la formación de las especialidades que, 50 años después, las asumió la sanidad civil con el programa MIR. En 1918 se concedió el derecho a la Cruz de San Hermenegildo y las graduaciones militares actuales. El Reglamento de Hospitales, no derogado, es de 1935. Los hospitales militares de Tierra, Armada o Aire contaron en el siglo XX con las Hijas de la Caridad.

#### La sanidad de la Armada
Entre los acontecimientos más destacados antes de la guerra civil, están el Reglamento y programa de las oposiciones a ingreso de 1902, la reorganización de los servicios de Sanidad y de los laboratorios bacteriológicos en 1908 y sucesivos reglamentos de hospitales en 1913 y 1930. En 1924 pasó por el doloroso trance de la supresión de la Academia médico naval por penuria económica. En 1931, se autoriza la Cruz de Malta de fondo carmesí sobre el uniforme. Clavijo fue una figura descollante de esa época.

#### La sanidad del Aire
La etapa inicial abarca desde 1912 a 1936; con los tenientes médicos Pérez Núñez y Carlos Cortijo de la segunda promoción de pilotos militares de Cuatro Vientos y compatibilizaban la misión aérea y sanitaria. Pérez Núñez abandonó la aérea y se dedicó a la Sanidad Militar en su rama Aeronáutica y elaboró en 1920 el primer reglamento sobre las condiciones físico-psíquicas del personal volante. El Comandante Médico Puig Quero, Jefe del Servicio de Sanidad de la Aviación en Cuatro Vientos, en el II Congreso Internacional de Aviación Sanitaria celebrado en Madrid en junio de 1933 presentó una ponencia fundamental para el futuro de la Sanidad del Aire con un título que no necesita aclaraciones: "El Cuerpo de Sanidad del Aire". Este se crearía después derivado de la creación de los tres Ministerios militares. Su prehistoria está unida a la figura del Padre Acosta, el primero en describir el mal de alturas que aquejaba a los conquistadores españoles al llegar a las cumbres andinas.

### Segunda etapa (1939-1990)

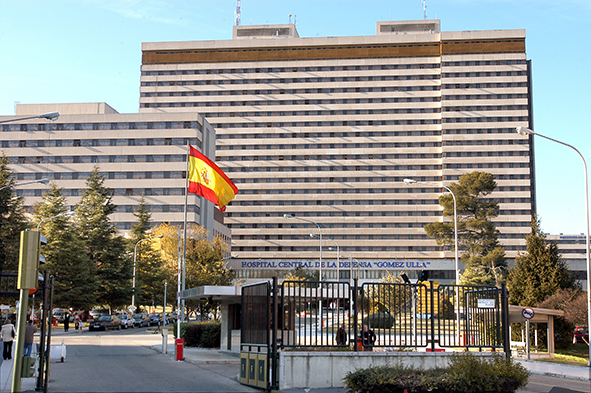
Actual HCD Gómez Ulla

#### La sanidad de Tierra
En orden cronológico, a partir de 1938, fue desarrollándose el Parque y Laboratorio Central de Veterinaria. En 1945 se creó el Cuerpo de Practicantes de Sanidad Militar y en 1941 el Cuerpo de Damas de Sanidad Militar. En 1946 se instauró la Sala de Sanidad, en el Museo del Ejército. En 1952 se creó el Servicio de Hematología y Hemoterapia dependiente del Instituto de Higiene, que en 1962 pasó a llamarse Instituto de Medicina Preventiva Capitán Médico Ramón y Cajal. En 1976 la Academia de Sanidad Militar, fusionada con la Escuela de Aplicación de Sanidad Militar creada en 1958 como su órgano de estudio, celebra el centenario de su fundación. Ahora es Escuela Militar de Sanidad. En 1973 el Gómez Ulla, con acreditación docente, se hizo universitario por convenios con la Universidad Complutense y con la San Pablo- CEU. Su magnífico quirófano de cirugía experimental es único. Admirable ha sido la actividad operativa de los míticos EMAT desde 1991, sus gestas por todo el mundo merecen, por sí solas, un libro. Esta honrada con 66 Caballeros Laureados de San Fernando.

#### La sanidad de la Armada: Policlínica Naval

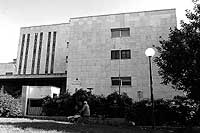
Policlínica Naval

Entre 1962 y 1963 se planifica la Policlínica Naval, inaugurada en 1968, y se modernizan los tres hospitales departamentales en San Fernando, heredero del Real Colegio de Cirugía de San Carlos y cuyo nombre conserva, el de Cartagena y el de Ferrol, el más moderno y mejor concebido. Su reglamento se hizo en 1968. Destacó el oftalmólogo Pérez Llorca. El Real Decreto de 1988 reguló la incorporación de la mujer a determinados cuerpos y, por tanto, a la Sanidad con requisitos para su embarque. En 1990 es obligado resaltar la primera y fructífera expedición a la Antártida y la ayuda humanitarias al huracán Mitch con el buque anfibio Galicia.

#### La sanidad del Aire: Hospital del Aire

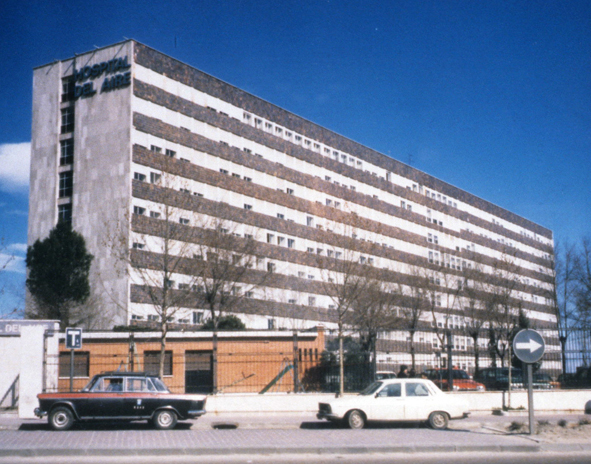
Hospital del Aire

La etapa de la Sanidad del Aire abarca 50 años, desde 1940 hasta que se unificaron las sanidades, Comienza con la creación del Cuerpo y la Academia de Sanidad que estuvo en la Clínica de General Oraá, de los antiguos Servicios de Sanidad del Aire de la República. En 1940 fue la primera oposición para médicos y practicantes y en 1942 se creó el CIMA (Centro de Instrucción de Medicina Aeroespacial), que englobó a los Institutos de Medicina Aeronáutica de Madrid y Sevilla. Se consolidó en el período 1944-1969, con la instalación del Hospital de Princesa y el CIMA en la Universitaria. La Academia fue clausurada en 1966, año en que se crearon las Jefaturas de Sanidad de las Regiones Aéreas. Médicos sobre los que se asentó su prestigio fueron, Álvarez Sala, Picatoste, S. Carreño, Valle o Merayo. 
El período de auge, de 1969 a 2000, coincide con el traslado del Hospital a la calle Arturo Soria, en 1973 lo haría el CIMA, que ha conseguido un reconocido prestigio internacional. Tuvo acreditación docente de postgrado y convenios con la Universidad Complutense para Medicina y con la San Pablo- CEU para de Enfermería. Ha desarrollado una gran labor investigadora. Le fue otorgado el Premio Avedis Donabedian de la calidad en 1992. Sus unidades operativas, UMAAD y UMAER, impulsadas desde su inicio por el General Vicente Carlos Navarro Ruiz, han realizado actuaciones cruciales en las aeroevacuaciones de conflictos bélicos- El hospital ha sido referencia para las visitas a España de dirigentes mundiales. Su órgano de expresión ha sido " Anales del Hospital del Aire"

### Tercera etapa
La Sanidad Militar unificada nació en 1990 y la obligaron a grandes cambios de adaptación. Entre ellos destacan, la Ley 17/1989 que decretó su unificación, la creación del Instituto Social de las Fuerzas Armadas (ISFAS), que la sustituyó en la gestión asistencial; la potenciación de la medicina operativa con los EMAT seguida de las UMAAD y UMAER en el Aire y de las USANEM en la Armada; también la reducción, profesionalización y despliegue de las Fuerzas Armadas y los compromisos internacionales.
Empezó la nueva senda, que se perfila llena de retos, con señas de identidad propias entre los que están: la Inspección General de Sanidad de la Defensa, creada en 1996 y reforzada en el Real Decreto 76/2000, la Escuela Militar de Sanidad, la Cruz de Malta, la Virgen del Perpetuo Socorro y la Revista Sanidad Militar. Está integrada por médicos, enfermeros, farmacéuticos, veterinarios, odontólogos y psicólogos.

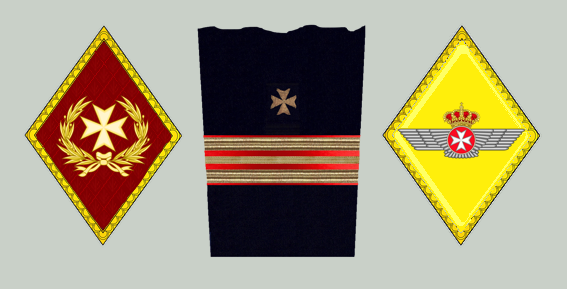
Emblemas de los Cuerpos de Sanidad (extinguidos)

## SigloXXI
El siglo empezó con la ejecución de la Directiva del Ministro 197/98 que recogía una preocupación generalizada desde hacía años. Fue el detonante de salida del que se derivó un plan de racionalización y otro de modernización. El Plan de racionalización representó una convulsión sin igual generada al cerrar centros sanitarios y como consecuencia una drástica pérdida de personal del Cuerpo en especialistas muy cualificados y, paralelamente una disminución de ingresos. Por ejemplo, en la década de los 70 se ofertaban 100 plazas anuales para médicos, mientras que ahora solo son 10, las cuales, a pesar de ser pocas, no se cubren. La pérdida de recursos humanos obliga a una llamada de atención angustiosa. Los sistemas de captación e incentivación que se barajan, en esencia consisten en intentar hacer la carrera profesional sanitaria militar lo más parecida posible a la civil sin perder identidad militar. El Plan de Modernización está siendo revisado.
En cuanto a los médicos militares, como se ha mencionado, actualmente existe un problema de captación. Históricamente, se han cubierto todas las plazas que ha ofertado Defensa a los facultativos con éxito, habiendo un gran número de aspirantes por plaza que era, por ejemplo, de unos diez en la década de los 90. Sin embargo, a partir del año 2004, estas plazas no se cubren.
Se ha pasado de más de 3000 médicos militares españoles que había a principios de los años 80 (se contaban 87 hospitales militares hasta 1976; en la actualidad, solo quedan dos en toda España, Zaragoza y Madrid, y ambos medio vacíos) a menos de 1500 en 2002, como consecuencia del cierre de numerosos hospitales militares en la mencionada década, ya que la sanidad militar se está centrando en una labor logístico-operativa en vez de asistencial. Esto conllevó una pérdida de profesional muy cualificado y una reducción en la oferta de plazas.

Escudo de la Escuela Militar de Sanidad (EMISAN).

Pero en la actualidad hay menos de 800 médicos militares. Esto se debe a que, desde 2004, no se cubren las plazas para médicos militares de carrera que se ofertan, mientras que solo dos años antes, en 2002, el nivel era de 6 candidatos por plaza. Paralelamente, el Ejército viene perdiendo unos 50 médicos por año, que pasan a desarrollar su ámbito laboral en la sanidad civil; a lo que se le suma el gran número de médicos que pasan a la situación de Reserva.  Y la situación fue a peor. En el año 2007, ningún médico se presentó a las oposiciones. Se ha reducido, por lo tanto, en más de un 70% el número de médicos militares. Además, algunos reprochan que no se elijan a los mejores médicos en las oposiciones, pues no hay candidatos suficientes.
Esta ausencia de candidatos se debe a varias razones:
- Los médicos militares cobran por su rango militar y no por médicos. Los sueldos de las Fuerzas Armadas, como al contrario de la mayoría del resto de funcionarios, no se han incrementado mucho en los últimos años y en las épocas de bonanza económica. Además, las guardias en los hospitales militares tienen una retribución que no se puede comparar con la sanidad civil (22 euros por hora), de media.
- La vida militar obliga a cambiar de lugar de residencia, como al resto de los militares (sobre todo al ascender, como a todos los militares).
- La carrera del médico militar se ha vuelto menos atractiva, al reducirse el número de pacientes y de puestos de trabajo interesantes, como consecuencia del cierre de hospitales militares. Ello es debido en su mayor parte a la fuerte reducción del personal perteneciente a las Fuerzas Armadas, y a la desviación del personal militar y de sus familias a las empresas de seguros médicos civiles, cuando antes eran mayoritariamente tratados por la sanidad militar.

Defensa, ante la imperiosa necesidad de reclutar más médicos, elaboró alrededor de 2006 un doble plan. Por un lado, dio la posibilidad a médicos de países de Sudamérica y África, con los que España mantiene convenios, de presentarse a las oposiciones para médico militar de complemento. Sin embargo, aún no ha aprobado ningún médico extranjero de los que se han presentado a estas oposiciones.
Por otro lado, el Ministerio ha eximido a los nuevos médicos militares que acaban de superar las oposiciones y el año de formación militar y médico militar que le prosiguen, de hacer el examen que permite realizar una especialidad (similar al MIR). Esto hace la sanidad militar algo más atractiva, además de incentivar que los nuevos oficiales médicos realicen una especialidad nada más ser graduados con el empleo de teniente. Y el hecho de hacer una especialidad tiene un compromiso de permanencia en la labor militar. No obstante, este plan de captación mejoró muy levemente la situación.
Defensa también se planteó un complemento salarial de unos 600 euros para los médicos militares. Pero este complemento no se les otorgó a los médicos debido a la crisis económica. La crisis económica ha conllevado, desde 2007, una desaceleración del descenso del número de médicos militares, que se marchan en menor medida del mundo militar por el temor a no encontrar trabajo en el civil. También han aumentado los ingresos hasta 8 candidatos para 10 plazas en el año 2012, pues se ofrece una plaza fija. La situación actual es de 773 médicos, de los cuales 400 pasarán a la Reserva en los próximos 6 años; y plazas que quedan desiertas, algo que se podría haber solucionado con el complemento. 
Así que Defensa ha optado por ofrecer plazas para jóvenes sin titulación en Medicina previa (los candidatos se presentan a una oposición como las del resto de oficiales del Ejército en 2º de Bachillerato o tras finalizar dicho curso académico), y a los que se les financian los estudios. La formación corre a cargo del Ministerio, y la primera convocatoria, de 25 plazas, ha sido en junio. Ha habido 700 aspirantes para 21 plazas (más 4 de promoción interna), pues Medicina es una carrera muy solicitada. Se les exige 12 años de permanencia una vez finalizados los estudios. Pero los resultados no se verán hasta dentro de 6 años.
La formación es de 6 cursos, donde se complementará la formación médica con la formación militar y a lo largo de los 6 años irán combinando asignaturas médicas civiles y las asignaturas propias de la carrer militar. Además, la nota de corte de Selectividad de los 21 que han ingresado es de 10,299 sobre 12, mientras que la de los estudiantes de Medicina de las universidades convencionales es de 11,73  sobre 14 (de media). Realmente, las oposiciones para Medicina Militar se puntúan sobre 12, en vez de sobre 14 como es en el mundo civil, pues las ponderaciones de la fase específica varían dependiendo de las comunidades autónomas. Haciendo una regla de 3, pasando la nota de acceso de 12 a 14, sale una nota de corte similar al mundo civil.
La eliminación del examen para acceder a las especialidades es razón por la que el modelo está sufriendo críticas.

### El programa de modernización
Sus trabajos se simultanearon con el proceso de Racionalización. La Instrucción Comunicada 132/2003 Desarrollo del Programa de Modernización de la Sanidad Militar, lo dota de una Oficina y lo amplia al conjunto de la Sanidad Militar. La captación y cualificación del personal y la actualización de infraestructuras son sus ejes maestros para recuperar ilusión en el servicio y generar confianza.
Consta de seis ambiciosos planes que forman un todo armónico con coherencia interna: 
- Plan Director de Infraestructuras.
- Plan de Diseño de Procesos.
- Plan de Sistema de Información Sanitaria.
- Plan de Sistema de Calidad.
- Plan de Modelo de Costes.
- Plan de Eficiencia de Recursos Humanos.

Estos seis planes tienen como fin, extendido a todas las unidades, la calidad resumida diez objetivos.

### Divisas del Cuerpo de Sanidad Militar
| Emblema | Bandera de España |                     |                    |         |                  |            |         |          |  |  |  |  |  |  |  |  |  |  |  |
|         | Bandera de España | General de división | General de brigada | Coronel | Teniente coronel | Comandante | Capitán | Teniente |  |  |  |  |  |  |  |  |  |  |  |

Los miembros del Cuerpo Militar de Sanidad, agrupados en Escala de Oficiales y de Oficiales Enfermeros, tienen como cometidos, en el ámbito del Ministerio de Defensa y de sus organismos autónomos, la atención a la salud en los campos logístico-operativo y asistencial, y los relacionados con la Farmacia, Psicología y Veterinaria.
En el desempeño de sus cometidos podrán ejercer la función de mando en centros u organismos. También les corresponden las funciones de administración y logística, de apoyo al mando, técnico-facultativas y docentes relacionadas con dichos cometidos.
En la Escala de Oficiales del Cuerpo Militar de Sanidad existen las especialidades fundamentales de Medicina, Farmacia, Odontología, Psicología y Veterinaria.
En la Escala de Oficiales Enfermeros del Cuerpo Militar de Sanidad existe una sola especialidad fundamental, la de Enfermería.
Los empleos del Cuerpo Militar de Sanidad son los de teniente a general de División en la Escala de Oficiales y los de alférez a teniente coronel en la Escala de Oficiales Enfermeros, todos ellos con las denominaciones del empleo correspondiente seguidas del término médico, farmacéutico, odontólogo, psicólogo,  veterinario o enfermero, según corresponda.
Para ingresar en la Escala de Oficiales del Cuerpo Militar de Sanidad es necesario ser graduado en Medicina, Farmacia, Veterinaria, Odontología o Psicología. Para hacerlo en la Escala de Oficiales Enfermeros es obligatorio estar en posesión del título de Graduado o Diplomado en Enfermería.

### Paramédicos
Tomando ejemplo de otras fuerzas armadas como las de Estados Unidos, Reino Unido o Israel, el Consejo de Ministros aprobó el 10 de marzo de 2017 incluir dentro de los grupos operativos de las Fuerzas Armadas la figura del paramédico, con la misión de atender a sus compañeros en ausencia de un médico militar o para ofrecer apoyo a éste. Estos paramédicos serán formados con tres niveles (básico, medio y avanzado) para asistir a sus compañeros y mantenerlos con vida hasta que puedan llegar los equipos médicos especializados. Éstos no serán sustitutos de los médicos militares y, solo podrán actuar, «en escenarios operativos, en ausencia de personal facultativo o en apoyo del mismo».
Los paramédicos tendrán dependencia directa del Cuerpo Militar de Sanidad y, el resto de militares, continuarán recibiendo cursos de soporte vital básico que forma parte de la instrucción militar sin perjuicio de la creación de la figura del paramédico.